# Olympische Sommerspiele 1920/Teilnehmer (Niederlande)
| Gelbes Symbol für Goldmedaillen mit stilisierten Olympischen Ringen | Graues Symbol für Silbermedaillen mit stilisierten Olympischen Ringen | Braundes Symbol für Bronzemedaillen mit stilisierten Olympischen Ringen |
| ------------------------------------------------------------------- | --------------------------------------------------------------------- | ----------------------------------------------------------------------- |
| 4                                                                   | 2                                                                     | 5                                                                       |

Die Niederlande nahmen an den Olympischen Sommerspielen 1920 in Antwerpen mit einer Delegation von 130 Athleten (129 Männer und eine Frau) an 58 Wettkämpfen in 15 Sportarten teil.
Die niederländischen Sportler gewannen vier Gold-, zwei Silber- und fünf Bronzemedaillen. Die Bogenschützen-Mannschaft wurden ebenso auf das bewegliche Vogelziel auf die 28-Meter-Distanz Olympiasieger wie auch Maurice Peeters im Bahnrad-Sprint sowie die Segelmannschaften Cornelis, Frans und Johan Hin im 12-Fuß-Dinghy und Petrus Wernink, Bernard Carp und Joop Carp in der 6,5-Meter-Klasse. Fahnenträger bei der Eröffnungsfeier war der Funktionär J. H. van Dijk.

## Teilnehmer nach Sportarten

### Bogenschießen
- Gold  Bewegliches Vogelziel 28 m Mannschaft
Piet de Brouwer
Joep Packbiers
Janus Theeuwes
Driekske van Bussel
Jo van Gastel
Tiest van Gestel
Janus van Merrienboer
Theo Willems

### Boxen
- Jan Hesterman
- Wim Hesterman
- Johannes Heuckelbach
- Ko Janssens
- Paul Munting
- Herman Nak
- Nelis van Dijk
- Ted Zegwaard

### Fechten
- Wouter Brouwer
- Arie de Jong
Bronze  Säbel-Mannschaft
- Louis Delaunoij
Bronze  Säbel-Mannschaft
- Jetze Doorman
Bronze  Säbel-Mannschaft
- Willem van Blijenburgh
Bronze  Säbel-Mannschaft
- Jan van der Wiel
Bronze  Säbel-Mannschaft
- George van Rossem
- Félix Vigeveno
- Henri Wijnoldy-Daniëls
- Salomon Zeldenrust
Bronze  Säbel-Mannschaft

### Fußball
- Bronze

Arie Bieshaar
Leo Bosschart
Evert Bulder
Jaap Bulder
Harry Dénis
Jan van Dort
Ber Groosjohan
Felix von Heijden
Frits Kuipers
Dick MacNeill
Jan de Natris
Oscar van Rappard
Henk Steeman
Ben Verweij
nicht eingesetzt
Piet Peereboom
Evert van Linge
Franz Tempel
Eb van der Kluft
Tinus van Beurden
Koos Boerdam
Jan de Vries
Herman Legger

### Gewichtheben
- Pieter Belmer
- Marinus Ringelberg
- Kees Tijman
- Wilhelmus van Nimwegen
- Jan Welter

### Leichtathletik
- Jan de Vries
- Cor Gubbels
- Albert Heijnneman
- Christiaan Huijgens
- Adje Paulen
- August Schotte
- Gerardus van der Wel
- Harry van Rappard
- Oscar van Rappard
- Hendricus Wessel
- Cor Wezepoel

### Radsport
- Nicolaas de Jong
- Piet Ikelaar
Bronze  50 km Bahn
Bronze  Tandem Bahn
- Pieter Kloppenburg
- Arie van der Stel
- Tjabel Boonstra
- Frans de Vreng
Bronze  Tandem Bahn
- Anton Krijgsman
- Willem Ooms
- Maurice Peeters
Gold  Sprint Bahn
- Piet Beets

### Reiten
- Idzard Sirtema

### Ringen
- Barend Bonneveld
- Carl Coerse
- Johannes Eillebrecht
- Willem Leloux
- Johannes Nolten senior
- Willem Roels
- Jan Sint
- Jaap Sjouwerman
- Johannes van Maaren

### Rudern
- Frits Eijken
- Koos de Haas
- Bastiaan Veth
- Robbert Blaisse
- Huibert Boumeester
- Johannes Haasnoot
- Willem Hudig
- Philip Jongeneel
- Frederik Koopman
- Bernard te Hennepe
- Johannes van der Vegte

### Schießen
- Antonius Bouwens
- Herman Bouwens
- Jan Brussaard
- Emile Jurgens
- Christiaan Moltzer
- Cornelis van Altenburg
- Cornelis van Dalen
- Gerard van den Bergh
- Klaas Woldendorp
- Reindert de Favauge
- Franciscus Jurgens
- Cornelis van der Vliet
- Eduardus van Voorst tot Voorst
- Pieter Waller

### Schwimmen
| Männer - Ko Korsten - Jean-Baptiste van Silfhout - Cor Zegger | Frauen - Rie Beisenherz |

### Segeln
- Gold  12-Fuß-Dinghy
Cornelis Hin
Johan Hin
Frans Hin
- Silber  12-Fuß-Dinghy
Petrus Beukers
Arnoud van der Biesen
- Gold  6,5-m-Klasse
Bernard Carp
Joop Carp
Petrus Wernink

### Tauziehen
- Bronze 
Wilhelmus Johannes Bekkers
Johannes Hengeveld
Sijtse Jansma
Henk Janssen
Antonius van Loon
Willem van Loon
Marinus van Rekum
Willem van Rekum

### Wasserball
- Karel Struijs
- Karel Kratz
- Karel Meijer
- George Cortlever
- Piet Plantinga
- Gé Bohlander
- Jean-Baptiste van Silfhout
- Piet van der Velden
- Leen Hoogendijk